# Sphacelodermaceae
Famille
Les Sphacelodermaceae sont une famille d’algues brunes, de l’ordre des Sphacelariales. 

## Étymologie
Le nom vient du genre Sphaceloderma, composé du grec  σφάκελος / sphakelos, « semblable à la gangrène », et derma, peau ; littéralement « gangrène de la peau », en référence à l'aspect des frondes.

## Liste des genres
Selon AlgaeBase (22 août 2017) et World Register of Marine Species (22 août 2017) :
- Sphaceloderma Kuckuck, 1894